# Zoran Banković
Zoran Banković (serbisch-kyrillisch Зоран Банковић; * 22. September 1956 in Leskovac) ist ein ehemaliger jugoslawischer Fußballspieler.

## Karriere

### Vereine
Banković spielte zunächst von 1975 bis 1979 für Dubočica Leskovac, einem in seinem Geburtsort ansässigen Verein.
Zur Saison 1979/80 wechselte er zu Vardar Skopje, dem Neuling in der 1. Jugoslawischen Liga. Für den Verein aus der Hauptstadt des seinerzeit jugoslawischen Teilstaats Mazedonien, spielte er bis Saisonende 1982/83. In die Teilrepublik Serbien gelangt, spielte er eine Saison lang für den FK Roter Stern Belgrad, kam in den beiden Erstrundenspielen im Wettbewerb um den (seinerzeit bestehenden) UEFA-Cup gegen Hellas Verona zum Einsatz und wurde am Saisonende Jugoslawischer Meister. 
Mit dem Hinrundenende der Saison 1984/85, wechselte er zu Beginn des Jahres 1985 zum Ligakonkurrenten FK Radnički Niš – und stieg mit diesem in die 2. Jugoslawische Liga ab. Nach einjähriger Abstinenz gelang zur Saison 1986/87 die Rückkehr in die höchste Spielklasse Jugoslawiens. Dem Verein blieb er bis Saisonende 1989/90 treu, bevor er sich erneut nach Belgrad veränderte und dort zum Aufstieg des Zweitligisten OFK Belgrad in die 1. Jugoslawische Liga zur Saison 1991/92 beitrug. Seine letzten beiden Saisons in seiner Spielerkarriere bestritt er von 1992 bis 1994 in der Prva liga SR Jugoslavije, der höchsten Spielklasse der aus Serbien und Montenegro bestehenden Bundesrepublik Jugoslawien.

### Nationalmannschaft
Banković spielte im Jahr 1978 unter Trainer Otto Barić für die Amateurnationalmannschaft Jugoslawiens im Wettbewerb um den UEFA-Amateur-Cup. Am 15. Mai erreichte seine Mannschaft – nachdem sie sich zuvor im Halbfinale mit 3:1 im Elfmeterschießen gegen die Amateurnationalmannschaft Deutschlands durchgesetzt hatte – das Finale. In Athen wurde die Amateurnationalmannschaft Griechenlands mit 2:1 n. V. bezwungen; in diesem Spiel kam er als Einwechselspieler zum Einsatz.

## Erfolge
- UEFA Amateur Cup-Sieger 1978
- Jugoslawischer Meister 1984